# Блокнот агітатора
«Блокнот агітатора» — громадсько-політичний журнал відділу пропаганди і агітації ЦК Компартії України. 

## Історія
Воно видавалося в Києві з 1941 року під назвою «На допомогу агітатору». В 1944 році журнал було відновлено під назвою «Блокнот агітатора», а в 1969 році він був перетворений на журнал ЦК Компартії України «Під прапором ленінізму».
У 1990 році вийшло 75 випусків.